# 2553 Viljev

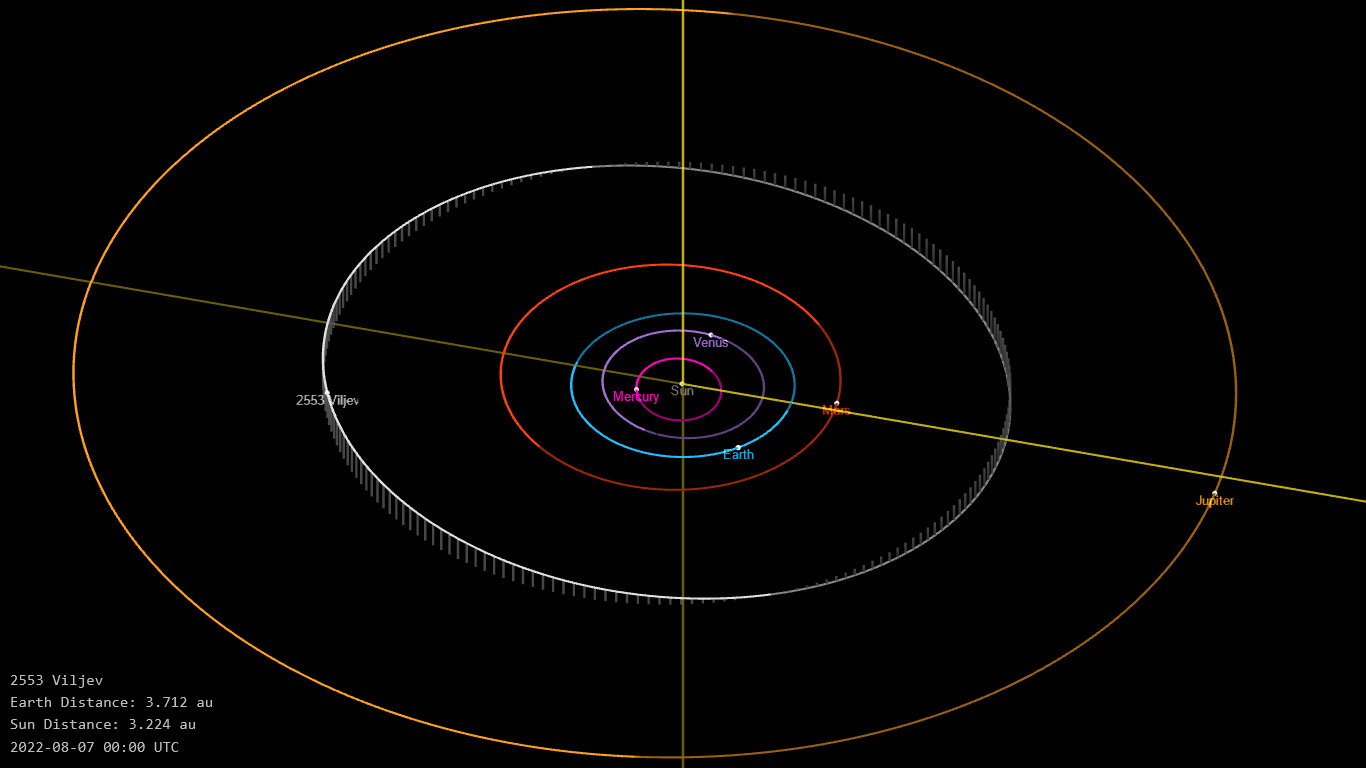

2553 Viljev è un asteroide della fascia principale. Scoperto nel 1979, presenta un'orbita caratterizzata da un semiasse maggiore pari a 3,0863808 au e da un'eccentricità di 0,0467747, inclinata di 5,24897° rispetto all'eclittica.
L'asteroide è intitolato all'astronomo russo Michail Anatol'evič Vil'ev.